# Ugh! (videogioco 1992)
Ugh! è un videogioco d'azione pubblicato nel 1992 per i computer Amiga, Commodore 64 e MS-DOS dalla Play Byte, un'etichetta dell'editrice tedesca Blue Byte. Il giocatore impersona un uomo preistorico caricaturale che pilota un elicottero a pedali, per usarlo come taxi volante. I movimenti del trabiccolo sono soggetti alle basilari leggi della fisica, per cui il gioco è stato a volte considerato un rifacimento di Space Taxi o una variante di Lunar Lander.

## Modalità di gioco
Il giocatore controlla un elicottero a pedali con l'aspetto di una gabbia di legno quadrata, che può muoversi in tutte le direzioni rimanendo sempre rivolto verso lo spettatore. Gli scenari di ciascun livello sono schermate singole bidimensionali che rappresentano pareti rocciose con piattaforme e altre sporgenze di roccia. Il volo è condizionato dalla gravità e dall'inerzia e si deve evitare di atterrare o di urtare pareti troppo violentemente, altrimenti si perde una vita. Sul fondo dello scenario è sempre presente l'acqua, dove l'elicottero può tuffarsi senza danni e tende a galleggiare.
Lo scopo del gioco è trasportare uno alla volta i clienti, altri cavernicoli (uomini, donne e vecchietti) che escono ogni tanto dalle caverne sullo sfondo o dai lati dello schermo e aspettano il taxi. Le piattaforme che hanno un'uscita sono numerate con rudimentali cartelli. Quando l'elicottero atterra sulla piattaforma, il cliente comunica con un fumetto il numero dell'altra piattaforma dove vuole andare e sale automaticamente a bordo. Quando si arriva a destinazione il passeggero scende e scompare nell'altra uscita. Per ogni tragitto c'è un contatore del punteggio che diminuisce in proporzione al tempo impiegato; se il viaggio è molto rapido il cliente lascia anche una mancia da raccogliere per un bonus.
Se si investe con l'elicottero un cliente in attesa, questo cade giù fino all'acqua, dove resiste per un po' prima di annegare; il giocatore può ancora fare in tempo a posarsi sull'acqua e prelevarlo da lì, per poi trasportarlo normalmente (in certi casi infatti può essere una tattica spingerli in acqua di proposito).
L'elicottero ha una barra dell'energia vitale che si consuma con la fatica. Di solito in ogni scenario sono presenti un albero e una pietra, personificati con occhi che si muovono. L'elicottero può raccogliere la pietra e a comando lasciarla cadere; ogni volta che la pietra colpisce l'albero ne salta fuori un frutto, da raccogliere per recuperare energia. Non si può però trasportare contemporaneamente la pietra e un cliente.
Avanzando nei livelli si incontrano altri pericoli sotto forma di dinosauri: un grosso dinosauro addormentato il cui respiro può deviare l'elicottero, un triceratopo che cammina su una piattaforma e carica l'elicottero quando atterra, e uno pterodattilo che compare all'altezza dell'elicottero e vola in orizzontale, letale al contatto. Colpendoli con la pietra è possibile stordire temporaneamente il triceratopo e abbattere lo pterodattilo. C'è anche qualche scenario dove il livello dell'acqua sale progressivamente.
Per completare un livello si deve portare a destinazione un certo numero di clienti. La conformazione delle piattaforme è diversa in tutti i livelli, mentre il tema grafico rimane sempre lo stesso. Ci sono in tutto 69 livelli su Amiga/DOS e 52 su Commodore 64, con lo stesso design in tutte le versioni (l'ordine su C64 è diverso). Un sistema di password permette di ricominciare le partite da livelli già raggiunti in precedenza. A inizio partita si possono inoltre selezionare tre gradi di difficoltà generale.
È disponibile la modalità a due giocatori in cooperazione simultanea. Ciascuno controlla un proprio elicottero, ma la barra dell'energia e il punteggio sono in comune. I due elicotteri possono anche intralciarsi tra loro. Almeno nella versione Amiga, 20 dei livelli a due giocatori sono differenti rispetto a quando si gioca in singolo.

## Accoglienza
Le versioni Amiga e Commodore 64 ricevettero giudizi variabili dalla stampa europea, da medi a molto buoni. Tra i più favorevoli ci sono il 90% di The Games Machine (Amiga) e il 92% di Commodore Format (Commodore 64).